# جا واي 1 سات
جا واي 1 سات (بالإنجليزية: JY1-SAT)‏ هو أول مكعب فضائي [الإنجليزية] (قمر صناعي مصغّر) تُطلقه الأردن نحو الفضاء الخارجي، أًطلق المكعب على متن الصاروخ فالكون 9 الخاص بشركة سبيس إكس والذي أقلع من قاعدة فاندنبرغ الجوية في ولاية كاليفورنيا الأمريكية في 3 ديسمبر 2018، جرى تسمية المكعب تكريمًا لذكرى الملك الراحل الحسين بن طلال، إذ كان نداء الراديو الخاص به يحمل الرمز «JY1»، جرى تصميمه وبناءه وتجميعه بواسطة طلاب أردنيون من مختلف الجامعات، وموّل المشروع مؤسسة ولي العهد الأردنية، تتمثل مهمة القمر الصناعي بالبث الإذاعي وبث صور باستخدام تكنولوجيا SSTV (التنقل التلفيزيوني البطيئ). 